# ناسوتوسيراتوبس
الناسوتوسيراتوپس (الاسم العلمي: Nasutoceratops) (تعني قرنيات الوجه ذات الأنف الكبير)، هو جنسٌ من الديناصورات القرناء التي ظهرت في جنوب يوتا، الولايات المتحدة خِلال العصر الطباشيري المتأخر (أواخر مرحلة الكامباني، حوالي 76.0-75.5 مليون سنة مضت).